# Sida abutilifolia
Sida abutilifolia là một loài thực vật có hoa trong họ Cẩm quỳ. Loài này được Mill. miêu tả khoa học đầu tiên năm 1768.